# Eadfrith von Lindisfarne
Eadfrith von Lindisfarne (auch Edfrid; † 721) war ein angelsächsischer Heiliger und von 698 bis zu seinem Tod Bischof von Lindisfarne.

## Leben

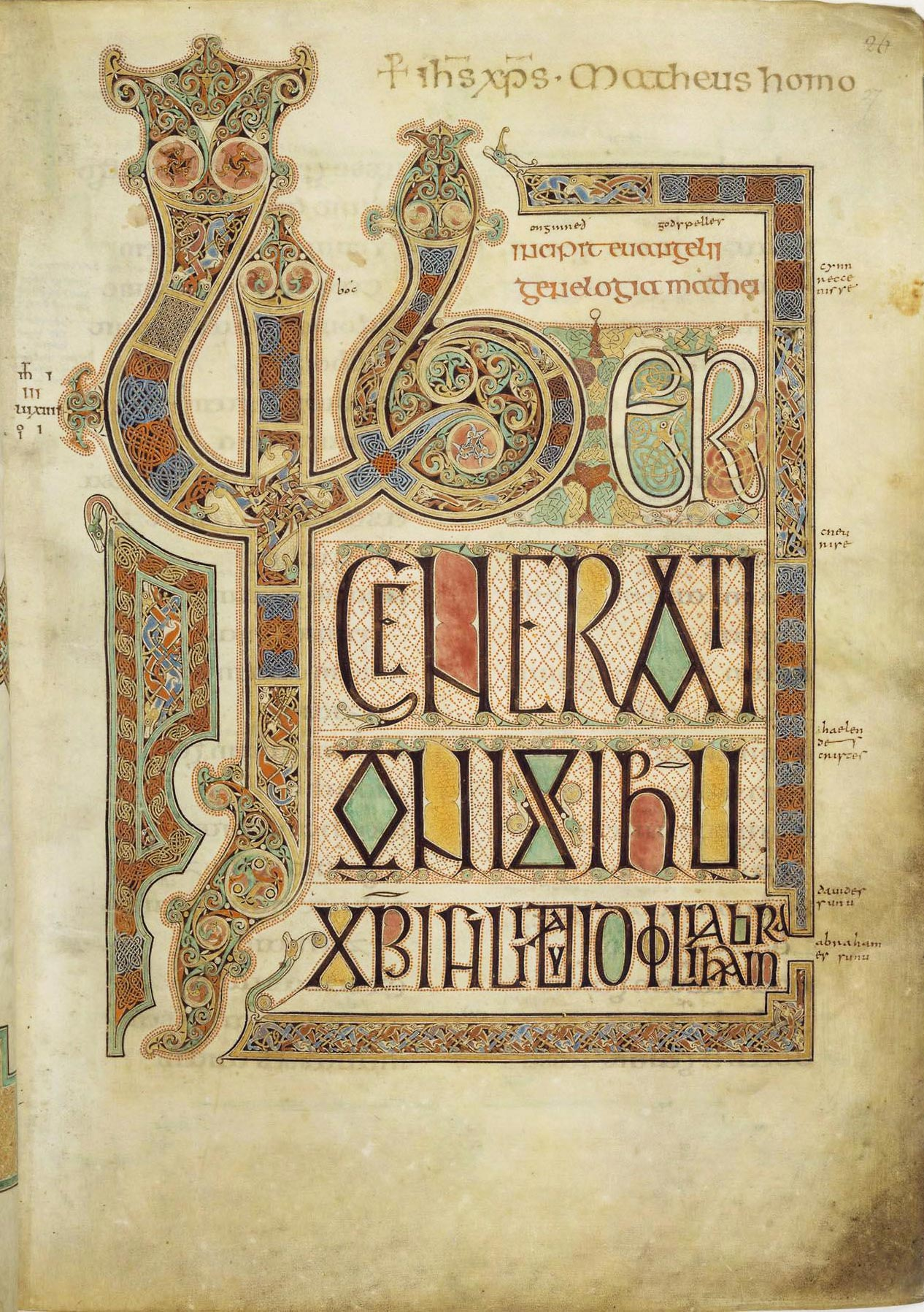
Incipit des Matthäus-Evangeliums aus den Lindisfarne Gospels

Über Eadfriths frühe Jahre ist nichts bekannt.
Nachdem er 698 zum Bischof ordiniert worden war, unterstützte Eadfrith den Kult um Cuthbert und ließ zwischen 699 und 705 eine Hagiographie von einem anonymen Autor erstellen. Um 720 veranlasste er Beda Venerabilis, das Buch über Das Leben des heiligen Vater Cuthbert zu überarbeiten und eine Lyrik- sowie eine Prosafassung zu schreiben.
Ein Nachwort in den Lindisfarne Gospels aus dem 10. Jahrhundert bekundet, dass Eadfrith das Werk als Schreiber und Illustrator "mit eigener Hand" verfasst hat. Das aufwändige Werk entstand nach Meinung etlicher Historiker vor seiner Amtszeit als Bischof, während andere Historiker es als Auftragsarbeit Eadfriths ansehen. Wieder andere halten seine Beteiligung an dem Werk insgesamt für eine unglaubwürdige Überlieferung.
Eadfrith ließ die baufällig gewordene Einsiedelei Cuthberts auf den Farne-Inseln neu errichten, die zu dieser Zeit von dem Eremiten Felgild bewohnt wurde.
Eadfrith starb im Jahr 721. Sein Festtag ist der 4. Juni.
Im Jahr 875 verließ Bischof Eardulf mit den Mönchen aus Furcht vor Wikingerüberfällen das Kloster auf Holy Island. Sie nahmen die sterblichen Überreste der Heiligen Cuthbert, Eadberht, Eadfrith und Æthelwald mit nach Durham. 998 weihten die Mönche eine steinerne Kirche als Ruhestätte der Heiligen.